# Institut de recherche de l'aquarium de la baie de Monterey
L'institut de recherche de l'aquarium de la baie de Monterey (Monterey Bay Aquarium Research Institute) est un centre de recherche océanographique privé à but non lucratif situé à Moss Landing, en Californie. Il est fondé en 1987 par David Packard et est principalement financée par la Fondation David-et-Lucile-Packard. Christopher Scholin est président-directeur général de l'institut et gère un effectif d'environ 220 scientifiques, ingénieurs, personnel opérationnel et administratif.
Le campus de l'institut à Moss Landing est situé près du centre de la baie de Monterey, à la tête du canyon de Monterey. La baie de Monterey est l'une des étendues d'eau les plus diversifiées sur le plan biologique au monde, et le canyon sous-marin sous-jacent est l'un des canyons sous-marins les plus profonds de la zone continentale des États-Unis. Avec ce canyon sous-marin de 4 000 mètres de profondeur situé à seulement quelques heures de navigation de leur base d’opérations, les scientifiques de l’institut bénéficient d’une proximité avantageuse avec ce « laboratoire » naturel des profondeurs marines.
L'institut n'est pas ouvert au grand public, mais il organise une journée portes ouvertes une fois par an. Bien qu'il soit une institution sœur de l'aquarium de la baie de Monterey, les deux organisations ont une gestion et un financement entièrement distincts.
Certaines des espèces les plus remarquables décrites pour la première fois par les chercheurs du MBARI comprennent Stellamedusa ventana, Tiburonia granrojo (Grandz rouge), Chaetopterus pugaporcinus et les espèces de vers Osedax, mangeurs d'os de baleines. Le chercheur Bruce Robison, affilié à l'institut, a également été le premier à observer la tête transparente du poisson barileye Macropinna microstoma.